# Таку (річка)
Річка Таку (Lingít: T'aaḵu Héeni) — річка, що протікає від Британської Колумбії, Канада, до північно-західного узбережжя Північної Америки, в Джуно, Аляска. Басейн річки займає 27 500 км2. Таку є дуже продуктивною лососевою річкою, а її дренажний басейн переважно є пустелею.
Протягом 18-го та початку 19-го століть індіанці таку контролювали торговельні шляхи на річці та змушували корінних жителів внутрішніх районів використовувати їх як посередників, замість того, щоб дозволяти торгівлю безпосередньо з білими поселенцями.
Компанія Гудзонової затоки на початку 1840-х років заснувала торговий пост під назвою Форт Дарем, також відомий як Форт Таку, біля гирла річки Таку, щоб скористатися природним торговим шляхом. Однак до 1843 року Форт Дарем був покинутий як нерентабельний.
Незважаючи на велику річку, назва Таку не поширюється на її верхів'я. Його назва починається від місця злиття річок Інклін і Накіна, де розташована крихітна громада Інклін. Назва Інклін також поширюється лише вгору за течією до місця злиття річок Нахлін і Шеслай, головними притоками яких є річки Слоко та Сільвер-Солмон.

## Притоки
Нижче наведені основні притоки Таку, перераховані в порядку зростання від гирла:
- Річка Райт
- Річка Сіттаканай
- Річка Тулсеква
- Річка Інклін
  - Річка Сутлахіне
  - Річка Нахлін
    - Річка Дудідонту
      - Какучуя Крік
        - Мацату Крік

    - Річка Кошин
      - Каха Крік
      - Лост-Крік

    - Мегатушон Крік

  - Річка Шеслай
    - Річка Самотуа
    - Річка Хакетт
      - Егнелл Крік
- Річка Накіна
  - Річка Слоко
    - Річка Наконаке

  - Срібна річка Лосося

## Економічна цінність

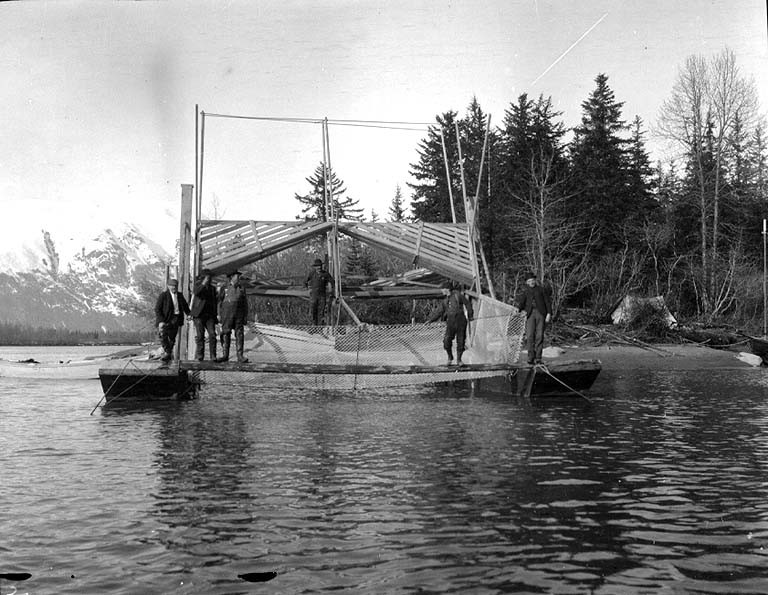
Рибне колесо на річці Таку, травень 1908 року

Річка Таку вносить важливий внесок в економіку Південно-Східної Аляски та Британської Колумбії, особливо для комерційного, спортивного та особистого рибальства. Детальний звіт, опублікований у 2004 році McDowell Group зазначає 5,4 мільйона доларів США у загальних обсягах комерційного збирання та переробки, включаючи 80 робочих місць і 1,4 мільйона доларів доходу від праці. Британська Колумбія додала ще понад 750 000 доларів.

## Новини
- Джуно Імперія, (18 червня 2009 р.) думка, Моя черга: «Пейлін повинна скористатися можливістю Таку»
- Імперія Джуно, (12 липня 2009 р.) історія: «Пейлін закликає канадців вирішити проблему дренажу кислоти з шахти»
- Імперія Джуно, (19 липня 2009 р.) історія: «Подолання розриву: збереження та промислове рибальство»
- Імперія Джуно, (24 липня 2009 р.) історія: «Повінь річки Таку може бути майже рекордною»
- The Globe Mail, (28 липня 2009 р.) Колонка: "Прощальні слова Пейлін до Бі-Сі: «Не розливай, дитинко, не розливай»
- Yukon News, 31 липня 2009 р., матеріал: «Банкрутство Redcorp загрожує багатому лососем Таку»
- Імперія Джуно, (17 серпня 2009 р.) історія: «Улов дербі на нерестилищах: державні біологи збирають дані про лосося за допомогою риб'ячих коліс, спагетті-міток»
- Джуно Емпайр, (31 серпня 2009 р.) думка, лист: «Парнелл має зробити річку Таку пріоритетом»
- http://takuriver.com/rivernews.htm